# 星期六晚邮报
《星期六晚邮报》（英語：The Saturday Evening Post）是美国一份双月刊杂志。晚邮报创刊于1897年。它的历史可以追溯到本杰明·富兰克林的殖民地报纸《宾夕法尼亚公报》。它以刊载諾曼·洛克威爾的封面和泰德·基的单版面报纸连环画《黑兹尔》最为闻名。杰克·伦敦的小说《野性的呼唤》1903年首发于《星期六晚邮报》。晚邮报内容覆盖小说、非虚构作品、漫画和特写。在20世纪20年代到20世纪60年代，它是在美国中产阶级流传最广、影响力最大的杂志之一，每周发行量能达到数百万份。
星期六晚邮报从1897年至1963年为周刊，1963年至1969年为双周刊，从1971年开始为双月刊。杂志在2013年重新改版。